# دختر حکومتی
دختر حکومتی (انگلیسی: Government Girl) فیلمی در ژانر کمدی رمانتیک به کارگردانی دادلی نیکولز است که در سال ۱۹۴۴ منتشر شد.

## بازیگران
- اولیویا دی هاویلند
- اگنس مورهد
- آن شرلی
- هری دونپورت
- جیمز دان
- جس بارکر
- پال استوارت
- زیگ رومان
- اونا اوکانر
- جرج گیوت